# These Words
These Words (englisch für „Diese Wörter“) ist ein Lied der britischen Popsängerin Natasha Bedingfield aus dem Jahr 2004.

## Entstehung und Veröffentlichung
Das Lied wurde von der Interpretin selbst, zusammen mit den Koautoren Andrew Frampton, Steve Kipner und Wayne Wilkins, getextet beziehungsweise komponiert. Alle Koautoren zeichneten darüber hinaus auch für die Produktion verantwortlich.
Die Erstveröffentlichung von These Words erfolgte als Single am 16. August 2004 bei RCA Records. Am 30. August 2004 erschien das Lied als Teil von Natasha Bedingfields Debütalbum Unwritten, dessen zweite Singleauskopplung es ist.

## Inhalt
Im Lied geht es um das lyrische Ich, das gerade in einer Schreibblockade steckt. Sie meint, man solle beim Schreiben versuchen, Magie zu finden, einen Klassiker zu schreiben. Sie fragt mehrfach, ob es es nicht wisse und beschreibt ihr Gefühl mit einem Mülleimer voller Papier voller cleverer Reime. Im Refrain meint es, dass diese Worte ihre eigenen seien und aus tiefstem Herzen kämen. („(Whoa) Tryna find the magic. (Oh) Tryna write a classic (Whoa). Don't you know, don't you know, don't you know? (Whoa, whoa). Wastebin full of paper (Whoa). Clever rhymes, see ya later. These words are my own. From my heart flow (Yeah, uh).“).

## Musikvideo
Zu dem Lied entstanden zwei Musikvideos: Eines für den europäischen Markt, später ein zweites für den US-amerikanischen Markt.
Das erste, europäische Musikvideo wurde von der Regisseurin Sophie Muller und dem Regisseur Scott Lyon gedreht. Das Video enthält mehrere Sequenzen und wurde in einer spanischen Villa in Málaga gedreht. Es beginnt damit, dass die Interpretin Bedingfield an einem Esstisch sitzt und frustriert darüber ist, dass sie keine Inspiration zum Schreiben eines Liedes findet, so schiebt eine Gurkenscheiben auf einem Teller hin und her. Es folgen mehrere Szenen, in denen Bedingfield in farbenfrohen Outfits durch die Villa geht und tanzt, am Swimmingpool sitzt, am Strand liegt und von tanzenden Stühlen, tanzenden Radios, tanzenden Büchern in der Bibliothek und mehreren Versionen ihrer selbst auf einem Sofa umgeben ist. Das Video endet damit, dass Bedingfield auf dem Dach ihrer Villa sitzend in ihr Notizbuch kritzelt. Ihr Gekritzel führt ihren Freund zu ihrem Haus, wo sie auf den Balkon geht und ihm sagt: „I love you, is that okay?“ („Ich liebe dich, ist das in Ordnung?“). In nahezu jeder Sequenz des Videos trägt Bedingfield unterschiedliche Kleidung und Frisuren. Einzige Konstante in ihrem Aussehen ist, dass sie immer barfuß ist. Das Video verzeichnete bis Juli 2024 auf der Videoplattform YouTube über 24 Millionen Aufrufe.
Darüber hinaus entstand für den US-amerikanischen Markt ein zweites Musikvideo unter der Regie von Chris Milk sowie ein alternatives Video unter der Regie von Jim Gables.

## Rezeption

### Chartplatzierungen
| ChartsChartplatzierungen       | Höchstplatzierung | Wochen |
| ------------------------------ | ----------------- | ------ |
| Deutschland (GfK)              | 2 (19 Wo.)        | 19     |
| Österreich (Ö3)                | 2 (19 Wo.)        | 19     |
| Schweiz (IFPI)                 | 8 (25 Wo.)        | 25     |
| Vereinigte Staaten (Billboard) | 17 (20 Wo.)       | 20     |
| Vereinigtes Königreich (OCC)   | 1 (13 Wo.)        | 13     |

| ChartsChartplatzierungen     | Höchstplatzierung | Wochen |
| ---------------------------- | ----------------- | ------ |
| Vereinigtes Königreich (OCC) | 25 (… Wo.)        | …      |

| ChartsJahrescharts (2004)    | Platzierung |
| ---------------------------- | ----------- |
| Deutschland (GfK)            | 29          |
| Österreich (Ö3)              | 26          |
| Schweiz (IFPI)               | 96          |
| Vereinigtes Königreich (OCC) | 17          |

| ChartsJahrescharts (2005)      | Platzierung |
| ------------------------------ | ----------- |
| Vereinigte Staaten (Billboard) | 81          |

### Auszeichnungen für Musikverkäufe
| Land/Region                  | Auszeichnungen für Musikverkäufe (Land/Region, Auszeichnung, Verkäufe) | Verkäufe  |
| ---------------------------- | ---------------------------------------------------------------------- | --------- |
| Australien (ARIA)            | Gold                                                                   | 35.000    |
| Neuseeland (RMNZ)            | 2× Platin                                                              | 60.000    |
| Norwegen (IFPI)              | Gold                                                                   | 5.000     |
| Vereinigte Staaten (RIAA)    | Gold                                                                   | 500.000   |
| Vereinigtes Königreich (BPI) | Platin                                                                 | 600.000   |
| Insgesamt                    | 3× Gold · 3× Platin ·                                                  | 1.200.000 |

| Land/Region                  | Auszeichnungen für Musikverkäufe (Land/Region, Auszeichnung, Verkäufe) | Verkäufe |
| ---------------------------- | ---------------------------------------------------------------------- | -------- |
| Australien (ARIA)            | Gold                                                                   | 35.000   |
| Vereinigtes Königreich (BPI) | Silber                                                                 | 200.000  |
| Insgesamt                    | 1× Silber · 1× Gold ·                                                  | 235.000  |